# アレクサンデル・ジク
アレクサンデル・クワベナ・バイドゥ・ジク（Alexander Kwabena Baidoo Djiku, 1994年8月9日 - ）は、フランス・モンペリエ出身のサッカー選手。スュペル・リグ・フェネルバフチェ所属。ガーナ代表。ポジションはDF。

## 経歴
2013年12月、クープ・ドゥ・ラ・リーグのエヴィアン・トノン・ガイヤールFC戦でデビューを果たす。
2017年7月11日、リーグ・アンのSMカーンと4年契約を結んだ。
2019年夏、RCストラスブールに移籍した。

## 私生活
ガーナにルーツを持っている。
既婚者で2人の子供がいる。

## 代表歴

### 出場大会
- ガーナ代表
  - 2022 FIFAワールドカップ

### 試合数
- 国際Aマッチ 23試合 1得点（2020年-）[5]

| ガーナ代表 | 国際Aマッチ | 国際Aマッチ |
| 年         | 出場        | 得点        |
| ---------- | ----------- | ----------- |
| 2020       | 4           | 0           |
| 2021       | 7           | 0           |
| 2022       | 9           | 1           |
| 2023       | 3           | 0           |
| 2024       |             |             |
| 通算       | 23          | 1           |